# Nicholas F. Brady
Nicholas Frederick Brady (Manhattan, 11 de abril de 1930) é um político americano. Foi Secretário do Tesouro dos Estados Unidos no mandato dos presidentes Ronald Reagan e George H. W. Bush. Ficou conhecido por criar o Plano Brady em março de 1989.
A carreira política de Brady começou quando foi indicado ao senado, pelo Partido Republicano, para ocupar a vaga deixada pela desistência de Harrison A. Williams, Jr. Cumpriu o mandato de 20 de abril de 1982 a 27 de dezembro de 1982 e não tentou a reeleição.
Tornou-se Secretário do Tesouro em 15 de setembro de 1988. Em 1989, alguns anos após a moratória da dívida decretada pelo México, ele desenvolveu o plano de reestruturação da dívida externa dos países em desenvolvimento que ficou conhecido como "Plano Brady".
Ele e sua esposa, Katherine, tiveram quatro filhos.